# Mekdes Woldu
Mekdes Woldu o Woldu Mekdes (Adi-keblo, Eritrea, 20 d'octubre de 1992) és una atleta i corredora d'Eritrea nacionalitzada francesa.
Mekdes Woldu, nascuda a Eritrea un any després de la independència l'octubre de 1992, i nacionalitzada francesa el 2021, és una atleta especialitzada en competicions de mitja marató i marató.
Amb només 11 anys, durant la seva etapa futbolística, va descobrir l'atletisme als i es va incorporar a la selecció nacional amb 16, sent campiona júnior de fons d'Eritrea entre el 2009 i el 2011. Va acabar 14a individualment i 4a en equips al Campionat del Món Júnior de Cross 2011 a Punta Umbría. Descoberta per l'entrenador Rachid Esmouni, va competir en les seves primeres curses a França el 2010.
Per evitar ser reclutada contra la seva voluntat a les forces militars del seu país, Mekdes es va refugiar temporalment amb el seu germà a Suïssa el 2012. Gràcies a amistats, associacions de suport i persones solidaries, va poder establir-se a França amb l'estatus de refugiada política. A partir d'aquest moment, aprèn francès i segueix la seva carrera com a atleta d'alt nivell des del 2013 dins de l'Entente Franconville Césame Val-d'Oise (Efcvo), com a professional, amb el qual va guanyar medalles d'or als campionats francesos d'elit, el 2013 en l'ekiden mixt i el 2016 en 5.000 metres, i en una quinzena de competicions de 10 quilòmetres i algunes mitgesmaratons de renom.
Una de les seves victòries més importants va ser 2019, quan l'atleta de l'Entente Franconville Césame Val-d’Oise (Efcvo) va guanyar davant de 21.000 competidors l'edició 2019 de 'La Parisienne', la cursa 100% femenina més gran d'Europa. L'atleta eritreu va quedar un segon per davant de Fadouwa Ledhem (Eacpa), guanyadora el 2018.
L'any 2021, després de naturalitzar-se francesa, va guanyar el Campionat de França de 10.000 metres a Pacé, així com el Campionat de França de 10 quilòmetres a Langueux i el Campionat de França de mitja marató a Les Sables-d'Olonne.
L'any 2022, l'atleta d'origen eritreu va obtenir la victòria en la Mitja Marató de Màlaga, imposant-se davant de tots els corredors masculins. És un fet històric que una dona s'adjudiqui la classificació general d'una carrera tan exigent. Mekdes va aturar el cronòmetre en 1 hora, 8 minuts i 25 segons. És el nou rècord de França. Només cinc segons més tard, amb un temps d'1 hora, 8 minuts i 30 segons, va travessar la meta el primer home, Jaime Cristóbal Valenzuela. Malgrat el mal temps durant la proba, l'internacional Mekdes Woldu ha guanyat la mitja marató de Màlaga en 1h08'27", millorant el rècord francès de Christelle Daunay assolit el 2010 (1h08'34").